# جدل الاسم الرمزي جيرونيمو

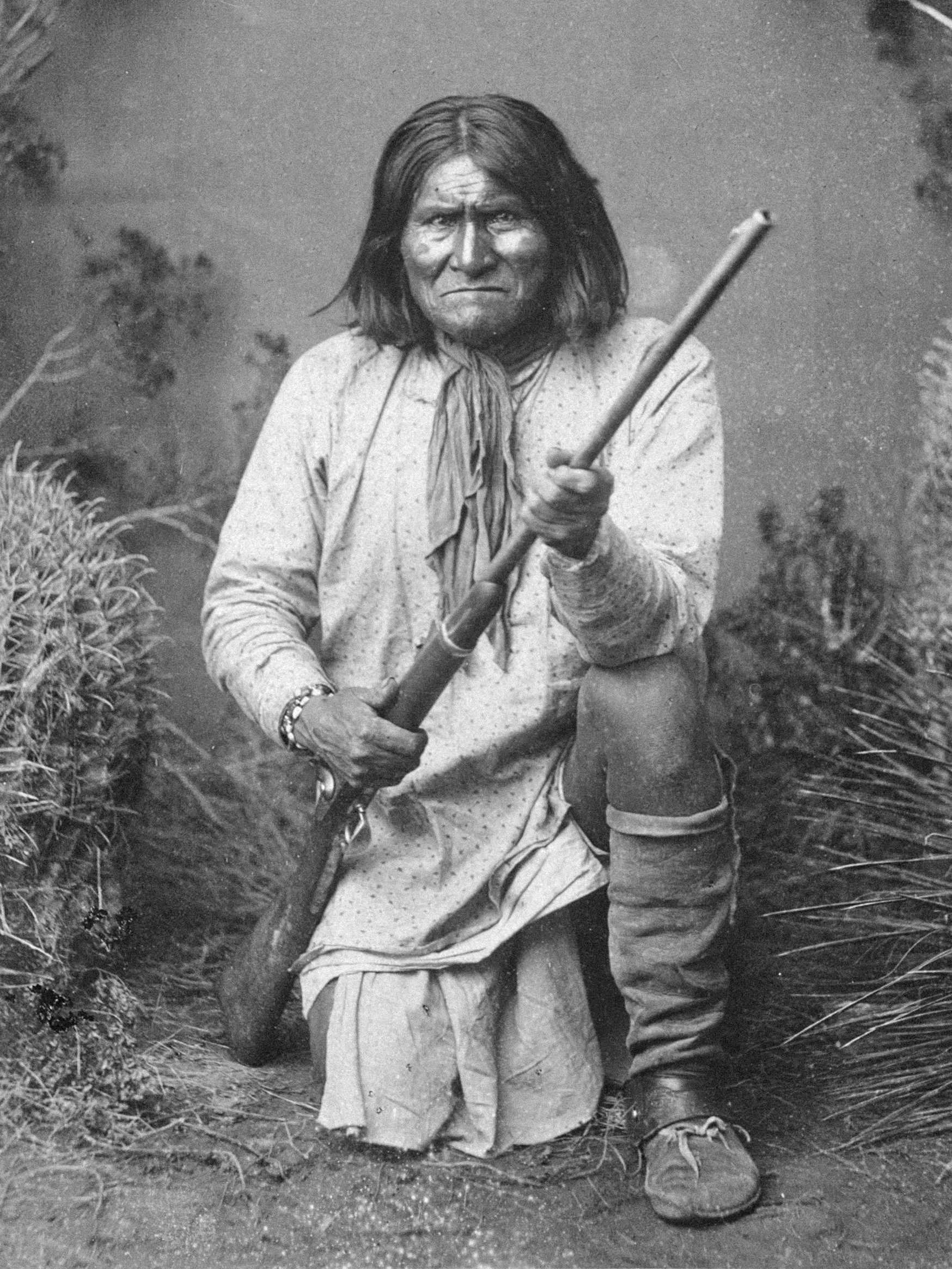
زعيم حرب أباتشي جيرونيمو (1829–1909)، حملت عملية مقتل بن لادن اسمه.

نشأ الجدل بشأن الاسم الرمزي جيرونيمو بعد تقارير إعلامية تفيد بأن العملية الأمريكية لقتل أسامة بن لادن استخدمت الاسم الحركي "جيرونيمو" للإشارة إما إلى العملية الشاملة، أو إلى بن لادن نفسه، أو إلى عملية قتل بن لادن أو القبض عليه.
وزعمت تقارير صحفية أن كلمة "جيرونيمو" استخدمت في الغارة للإشارة إلى بن لادن نفسه،   إلا أن مصادر رسمية ناقضت ذلك فيما بعد.  كان الاسم الرمزي الرسمي للمهمة هو عملية رمح نبتون   (إشارة إلى رمح ثلاثي الشعب الموجود في شعار قوة العمليات الخاصة)، مع جاكبوت كاسم رمزي لبن لادن كفرد وجيرونيمو ككلمة رمزية للقبض على بن لادن أو مقتله.  في كتاب "يوم ليس بالسهل"، ذكر مات بيسونيت، عضو القوات الخاصة السابق، والذي شارك في المهمة، أن "جيرونيمو" كان الاسم الرمزي لابن لادن. 
في 4 مايو 2011، تحدث الرئيس باراك أوباما لبرنامج 60 دقيقة عن الغارة، وقال للمراسل ستيف كروفت: "كانت هناك نقطة قبل أن يغادر الناس، قبل أن نعيد الجميع إلى المروحية ونعود إلى القاعدة، حيث قالوا إن جيرونيمو قُتل، وجيرونيمو هو الاسم الرمزي لابن لادن". 
كان جيرونيمو التاريخي هو زعيم شيريكاوا الذي تحدى حكومة الولايات المتحدة وأفلت من الأسر. تم تبني اسمه منذ فترة طويلة في الثقافة العسكرية للولايات المتحدة باعتباره صرخة حرب.
وقالت القناة الرابعة الإخبارية "وفقًا لبعض التحليلات اليوم، اختار الجيش الأمريكي الاسم الرمزي لأن بن لادن، مثل جيرونيمو، أفلت من القبض عليه لسنوات. وإذا كانوا يحاولون تجنب صناعة الأساطير، فيبدو أنهم اختاروا الاسم الرمزي الخطأ".  بمجرد مقتل بن لادن، أعلن أحد القادة "جيرونيمو"، مما يعني أن المهمة انتهت بـ "مقتل العدو أثناء القتال". 
اعترض العديد من الأمريكيين الأصليين على استخدام اسم جيرونيمو. وقالت سوزان شون هارجو، رئيسة معهد مورنينج ستار ومقره واشنطن العاصمة، وهي مجموعة مناصرة للأمريكيين الأصليين: "إن الأمر يتعلق بمدى عمق رسوخ عبارة "الهنود كعدو" في العقل الجماعي لأمريكا".  "ليس هناك شك في أن استخدام زعيم مثل جيرونيمو للإشارة إلى بن لادن أمر غير حكيم"، كما كتب كيث هاربر، المحامي وعضو جماعة شيروكي نيشن، في رسالة بالبريد الإلكتروني مع مراسل لصحيفة واشنطن بوست. 
حث زعماء العديد من القبائل الهندية الأمريكية الرئيس أوباما على إعادة تسمية الاسم الرمزي العسكري "جيرونيمو" بأثر رجعي الذي استخدمته القوات الخاصة أثناء مقتل بن لادن. وربما يكون أحد أعظم رموز المقاومة الأمريكية الأصلية في تاريخ الولايات المتحدة. تمت إحالة الأسئلة إلى البيت الأبيض حول الاسم الرمزي إلى وزارة الدفاع، التي ذكرت أنه لم يكن المقصود عدم الاحترام وأن الأسماء الرمزية يتم اختيارها بشكل عشوائي عمومًا. وقال رئيس شعب نافاجو بن شيلي لصحيفة واشنطن تايمز إنه "على الرغم من انتهاء عملية القبض على بن لادن أو قتله... يجب تغيير الاسم حتى لا يصادفه الأطفال في كتب التاريخ".
قال مجلس رؤساء أونونداغا إن استخدام الاسم الرمزي جيرونيمو يديم الصور النمطية السلبية عن الهنود.  قالت عضوة نيز بيرس، لوريتا تويل، مديرة فريق العمل وكبيرة مستشاري لجنة الشؤون الهندية بمجلس الشيوخ، "إن هذه الاستخدامات غير المناسبة للأيقونات والثقافات الأمريكية الأصلية منتشرة في جميع أنحاء مجتمعنا، وتأثيراتها على الأطفال الأصليين وغير الأصليين مدمرة".  كتب جيف هاوسر، رئيس قبيلة فورت سيل أباتشي التي ينتمي لها جيرونيمو، رسالة إلى الرئيس أوباما يقول فيها "نحن على يقين تام من أن استخدام اسم جيرونيمو كرمز لأسامة بن لادن كان مبنيًا على وجهات نظر تاريخية أسيء فهمها وتصورها بشكل خاطئ لجيرونيمو وكفاحه المسلح ضد حكومتي الولايات المتحدة والمكسيك". 
أصدر حفيد جيرونيمو، هارلين جيرونيمو، وهو من قدامى المحاربين في حرب فيتنام، بيانًا يطلب فيه توضيحات واعتذارات. 